# Góra Zamkowa (Góry Świętokrzyskie)
Góra Zamkowa (360 m n.p.m.) – górujące nad Chęcinami świętokrzyskie wzniesienie zbudowane z dewońskich wapieni powstałych z osadów gromadzących się na dnie istniejącego wówczas na tych terenach płytkiego morza. W skałach zachowały się skamieniałości ramienionogów, szczątki koralowców, gąbek.
Od wieków na zachodniej i wschodniej stronie góry wydobywano wapień, który posłużył m.in. do budowy w XIII w. na jej szczycie zamku obronnego.
Przez wzniesienie przebiega żółty szlak pieszy z Chęcin do Wiernej Rzeki.